# Roza vânturilor (carte de Ursula K. LeGuin)
Roza vânturilor (1982) (titlu original The Compass Rose) este o culegere de povestiri scrisă de Ursula K. Le Guin. Organizată în secțiuni pe tema direcției, nu este atât de legată de busolă cum implică titlul. În 1983 a câștigat premiul Locus pentru "Cea mai bună antologie de autor".
Din prefața cărții
„Denumind această carte “Roza Vînturilor”, am sperat să sugerez că ar putea fi descoperită în ea un anume șablon sau coerență, indicînd că povestirile pe care le conține tind să o ia fiecare în propria direcție. Se desfășoară pe toată harta, inclusiv pe margini. Nu mi-e clar nici mie ce fel de hartă este asta. Una a minții, fără îndoială; probabil a autorului. Dar mă aștept să fie mai mult decît atît. Mintea nu ne aparține exclusiv, nici măcar la naștere, cu atît mai puțin pe măsură ce trăim, învățăm, pierdem...

Cele patru direcții, NESV, sau Roza Vînturilor, busola noastră, converge sau izvorăște dintr-o nedefinită a cincea direcție, centrul, corola rozei.
Multe dintre popoarele americane care au fost dezmoștenite de către invadatorii ghidați dinspre est de către busolă își structurau lumea după cele patru direcții ale vîntului (sau patru semi-direcții) și încă două, Deasupra și Dedesupt, și acestea radiale către centru/sine/aici și acum, care ar putea conține în mod sacru pe celelalte șase și, astfel, întregul Univers. Aceasta este busola în patru dimensiuni, spațiale și temporală, materială și spirituală, Roza Noii Lumi.
Pentru navigatori, această carte este un ghid pe care nu te poți baza. Poate că este prea sensibilă la cîmpurile magnetice locale.
În interiorul ei pot fi zărite mai multe mișcări circulare, cum ar fi cea dintre prima și ultima povestire, între a patra și a șaptesprezecea. Dă naștere unor aparente excursii exterioare, care sînt de fapt incursiuni interioare, cum ar fi povestirea a unsprezecea; deși singura piesă care descrie un loc a cărui realitate obiectivă poate fi confirmată pe o hartă actuală a Pămîntului de astăzi, cea de-a șaptea, este poate cea mai subiectivă dintre toate.

În ceea ce privește motivele pentru care unei anumite povestiri i s-a atribuit o anumită direcție, acestea nu sînt foarte serioase. Nadir-ul poate fi undeva subteran, de exemplu, sau în adîncul apelor, sau pur și simplu în adîncul inimii. Principiul de organizare ar putea fi istoric, poetic sau literar. E oare adevărat că unul dintre mijloacele de a învăța să cunoști lumea ca pe un lucru viu cu simbol și înțeles este de a cultiva arta de a privi lucrurile așa cum sînt?"”

## Cuprins
- Preface / Prefață

NADIR
- 'Autorul semințelor de acacia' și alte extrase din Jurnalul Asociației Therolingviștilor ( 'The Author of the Acacia Seeds' and Other Extracts from the Journal of the Association of Therolinguistics) - 1974, Fellowship of the Stars
- Noua Atlantidă (The New Atlantis) - 1975, The New Atlantis
- Pisica lui Schrödinger (Schrödinger's Cat) - 1974, Universe 5

NORD
- Două întârzieri pe linia de nord (Two Delays on the Northern Line) - 1979, The New Yorker
- SQ (SQ) - 1978, Cassandra Rising
- Mărunțiș (Small Change) - 1981, Tor zu den Sternen

EST
- Primul raport al străinului naufragiat către Kadanh din Derb (The First Report of the Shipwrecked Foreigner to the Kadanh of Derb) - 1978, Antaeus
- Jurnalul unui trandafir (The Diary of the Rose) - 1976, Future Power
- Măgărușul alb (The White Donkey) - 1980, TriQuarterly
- Phoenix (The Phoenix)

ZENIT
- Intracom (Intracom) - 1974, Stopwatch
- Iluzia optică (The Eye Altering) - 1974, The Altered I
- Labirinturi (Mazes) - 1975, Epoch
- Cărările dorinței (The Pathways of Desire) - 1979, New Dimensions Science Fiction, No. 9

VEST
- Harpa lui Gwilan (Gwilan's Harp) - 1977, Redbook
- Ținutul nefericirii (Malheur County) - 1979, Kenyon Review
- Apa e largă (The Water Is Wide) - 1976, Pendragon Press (carte ieftină)

SUD
- Povestea soției (The Wife's Story)
- Unele comentarii asupra problemei scurtării timpului (Some Approaches to the Problem of the Shortage of Time) - 1979, Omni, sub titlul "Where Does the Time Go?"
- Sur (Sur) - 1982, The New Yorker